# Coll Mitjà
El Coll Mitjà, també anomenat la Collada, és un coll a llevant del centre del terme comunal de Fontpedrosa, a la comarca del Conflent, de la Catalunya del Nord, a prop del termenal amb el terme de Toès i Entrevalls, de la mateixa comarca.
És en el vessant sud-oest del Pic Gallinàs. És a la carena que separa les valls del Torrent de Carançà, al sud-est, dels Collets d'Avall, vall subsidiària de la Riberola. És a l'Esquerda.